# Сунгурларски бисер
Сунгурларски бисер е бял винен сорт грозде, пъпкова мутация на сорта Мискет червен.
Къснозреещ сорт. Лозите се отличават със силен растеж. Сортът е устойчив на ниски температури, чувствителен на гъбични заболявания.
Гроздът е средно голям (150 г.), коничен, крилат. Зърната са средно големи (2,06 г.). Кожицата е средно дебела, плътна, бяла на цвят.
В технологична зрялост гроздето натрупва захарност 19,8 % и 5.4 г./л. киселини. Използва се за получаване на висококачествени бели трапезни вина.